# Thale
Thale (phát âm [ˈtaːlə]) là một đô thị ở huyện Harz, trong bang Sachsen-Anhalt, Đức. Đô thị Athenstedt có diện tích 102,79 km².